# 하늘에서 온 엽서
하늘에서 온 엽서(Radio Flyer)는 1992년 미국에서 개봉한 리처드 도너 감독의 드라마 판타지 영화다. 로레인 브라코, 존 허드, 일라이저 우드, 조셉 마젤로, 아담 볼드윈, 벤 존슨이 출연했으며 나레이션은 톰 행크스가 맡았다. 각본을 쓴 에반스는 이 영화의 감독으로 데뷔할 예정이었으나 리처드 도너로 교체되었다. 마이클 더글러스와 에반스는 제작 책임자였다. 영화의 주요 촬영지에 캘리포니아주 노바토(Novato)와 캘리포니아주 컬럼비아(Columbia)의 컬럼비아 공항(Columbia Airport)이 포함되었다.

## 줄거리
마이크는 자신의 두 아들이 싸우는 것을 보며, 약속의 중요성을 가르쳐주기 위해 자신의 어린 시절 이야기를 들려준다. 1969년, 마이크와 동생 바비는 아버지의 부재로 엄마 메리와 함께 캘리포니아로 이사한다. 새 아버지 '킹'은 알코올 중독자였고, 술에 취하면 바비를 학대했다. 엄마가 행복해하는 모습을 보고, 바비는 학대 사실을 비밀로 해달라고 마이크에게 부탁한다.
형제는 킹과 함께 있는 시간을 피하기 위해 모험을 즐기며, 동네 불량배들과도 맞서 싸운다. 킹을 없애기 위해 '괴물 퇴치약'을 만들려다 바비가 다치는 사고가 발생하고, 킹은 감옥에 간다. 어머니의 사망으로 풀려난 킹은 다시는 술을 마시거나 바비를 학대하지 않겠다고 약속하지만, 곧 그 약속을 어기고 애완견 셰인마저 위험에 빠뜨린다. 이에 형제는 바비를 킹으로부터 탈출시키기 위한 계획을 세운다. 어머니 역시 킹의 본성을 알아차리고 이혼을 요구한다.
형제는 '소원의 절벽'에서 자전거를 타고 날아오르려던 소년의 전설에 영감을 받아, 라디오 플라이어 장난감 수레를 비행기로 개조한다. 수많은 부품을 모아 비밀리에 비행기를 만들고, 여러 방법으로 돈을 모은다. 엄마에게 작별 편지를 남긴 후, 밤에 절벽으로 향하지만, 킹에게 발각된다. 격렬한 싸움 끝에 바비는 홀로 비행기를 타고 하늘로 날아오르고, 마이크는 셰인과 함께 그 모습을 지켜본다. 어머니는 경찰과 함께 도착하고 킹은 체포된다. 마이크는 이후 바비와 다시 만나지는 못하지만, 세계 각지에서 엽서를 받는다. 현재로 돌아온 마이크는 아들들에게 약속의 중요성을 강조하며, 역사는 말하는 사람의 마음에 달려있다는 교훈을 전한다.

## 출연진
- 로렌 브라코 - 메리
- 존 허드 - 짐 도허티
- 일라이저 우드 - 마이크
  - 톰 행크스 - 나이든 마이크 / 해설자(uncredited)
- 조지프 머젤로 - 바비
- 아담 볼드윈 - 잭 "The King"
- 벤 존슨 - 제로니모 빌
- 가렛 라틀리프 헨슨 - 차드
- 토마스 이안 니콜라스 - 퍼기